# 1437

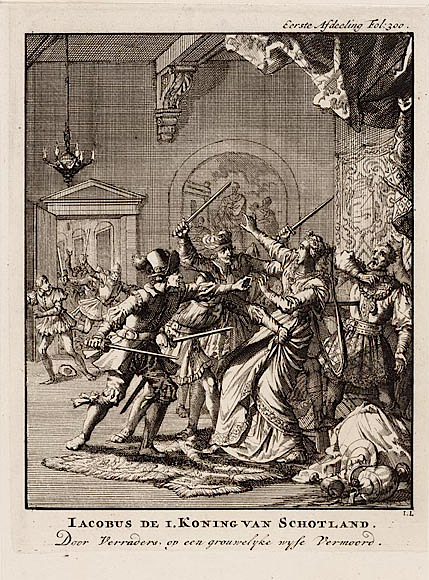
moord op Jacobus I

Het jaar 1437 is het 37e jaar in de 15e eeuw volgens de christelijke jaartelling.

## Gebeurtenissen
februari
- 20 of 21 - Koning Jacobus I van Schotland wordt in Perth door enkele van zijn edelen vermoord.

april
- april - Zevenburgse boerenopstand: De boerenbevolking van Transsylvanië komt in opstand tegen de katholieke kerk en de edelen.

mei
- 22 - Tijdens een volksopstand in Brugge wordt de Bourgondische maarschalk Jean de Villiers de L'Isle-Adam gedood.

september
- 18 - In de bul Doctoris gentium verklaart paus Eugenius IV het Concilie van Bazel verplaatst naar Ferrara. Het concilie verzet zich hier fel tegen.
- 24 - Roermond verzoekt om toelating tot de Hanze.

november
- 9 - Orde van Sint-Jan - Antonio de Fluvià opgevolgd door Jean de Lastic

zonder datum
- Hendrik VI van Engeland wordt meerderjarig en neemt zelf de regering ter hand.
- Ulug Bey voltooit zijn sterrencatalogus Zidji Djadid Sultani
- Johannes Nider voltooit Formicarius, waarin hij onder meer spreekt over hekserij.

## Opvolging
- Brandenburg-Ansbach - Frederik I van Brandenburg opgevolgd door zijn zoon Albert Achilles
- Auvergne en Boulogne - Maria I opgevolgd door haar zoon Bertrand V de La Tour
- Berg en Gulik - Adolf IX/I opgevolgd door zijn neef Gerard II/VII
- Bohemen en Hongarije - Sigismund opgevolgd door zijn schoonzoon Albrecht V van Oostenrijk
- Brandenburg - Frederik I opgevolgd door zijn zoon Frederik II
- Generalitat de Catalunya - Peter van Palou opgevolgd door Peter van Darnius
- Brandenburg-Kulmbach - Frederik I van Brandenburg opgevolgd door zijn zoon Johan
- metropoliet van Moskou - Isidorius van Kiev na een periode van sedisvacatie
- Naxos - Giovanni II Crispo opgevolgd door Giacomo II Crispo
- Opole - Bolko IV opgevolgd door zijn zoons Jan I en Nicolaas I
- Périgord - Jan van Angoulême opgevolgd door Jan van Châtillon
- Schotland - Jacobus I opgevolgd door zijn zoon Jacobus II onder regentschap van Archibald Douglas

## Afbeeldingen

Jan van Eyck: Lucca Madonna
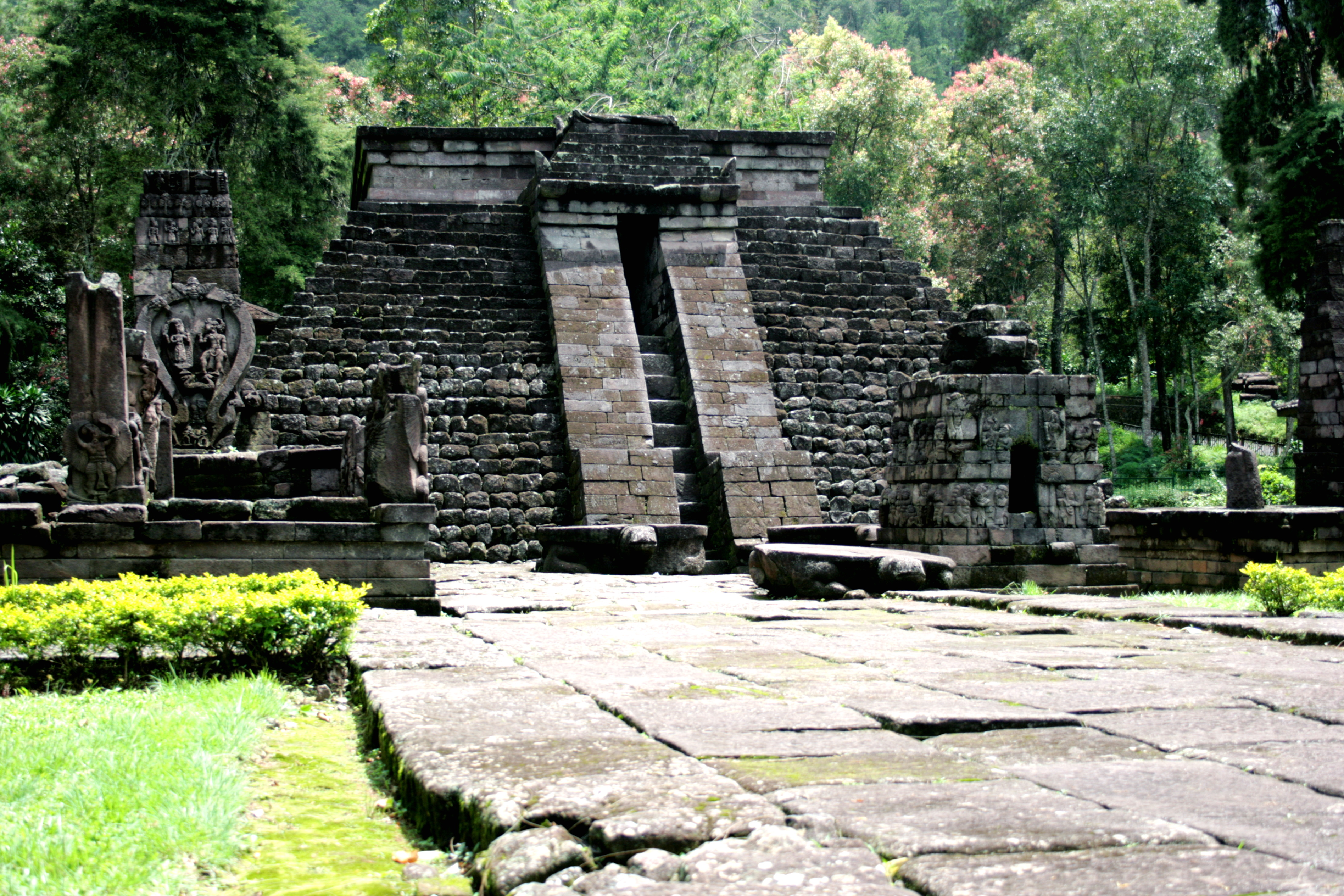
Candi Sukuh, Java (gebouwd 1437)

## Geboren
- 3 februari - Elizabeth Woodville, echtgenote van Eduard IV van Engeland
- 7 maart - Anna van Saksen, Duits edelvrouw
- 4 oktober - Johan IV, hertog van Beieren-München
- 25 november - Ruprecht van Palts-Mosbach, Duits prelaat
- Jitschak Abarbanel, Portugees rabbijn en filosoof
- Jan van Luxemburg, Frans edelman
- Bernhard II van Brunswijk-Lüneburg, Duits prelaat en edelman (jaartal bij benadering)
- Joost van Lalaing, Bourgondisch staatsman (jaartal bij benadering)
- Rafaël van Bourgondië, Bourgondisch monnik (jaartal bij benadering)

## Overleden
- 3 januari - Catharina van Valois (35), echtgenote van Hendrik V van Engeland en Owen Tudor
- 20 of 21 februari - Jacobus I (42), koning van Schotland (1406-1437)
- 14 april - Giovanni Benedetti, Venetiaans bisschop
- 18 april - Maurits van Varsenare (~49), Vlaams politicus
- 6 mei - Bolko IV van Opole (~70), Silezisch edelman
- 22 mei - Jean de Villiers de L'Isle-Adam (~52), Frans legerleider
- 10 juni - Johanna van Navarra (~66), echtgenote van Jan IV van Bretagne en Hendrik IV van Engeland
- 14 juli - Adolf van Gulik-Berg, Duits edelman
- 7 augustus - Maria I van Auvergne (60), Frans edelvrouw
- 14 oktober - Simon van Utrecht (~67), Hamburgs vlootleider
- 29 oktober - Antonio de Fluvià, grootmeester van de Orde van Sint-Jan
- 9 december - Sigismund, koning van Hongarije (1387-1437), koning en keizer van Duitsland (1411-1437)
- Malatesta Baglioni (~50), Italiaans soldaat
- Giovanni II Crispo (~49), hertog van Naxos
- Juan Afonso Pimentel (~37), Spaans edelman
- Giovanni dal Ponte (~52), Florentijns schilder (jaartal bij benadering)